# Peter Vack
Peter Vack, właściwie Peter S. Brown (ur. 19 września 1986 w Nowym Jorku) – amerykański aktor, scenarzysta, reżyser i producent. Ma na swoim koncie wiele ról w filmach i serialach.

## Filmografia

### Filmy
| Rok  | Tytuł filmu                         | Rola                  | Uwagi                            |
| ---- | ----------------------------------- | --------------------- | -------------------------------- |
| 1996 | Dear Diary                          | Nieznana              | Krótki film                      |
| 1997 | A Bedtime Story                     | Syn                   | Krótki film                      |
| 2005 | A Perfect Fit                       | Ernie                 |                                  |
| 2006 | The Treatment                       | Ted                   |                                  |
| 2006 | Love/Death/Cobain                   | Doug Mortimer         | Krótki film                      |
| 2010 | Consent                             | Joshua                |                                  |
| 2011 | A November                          | Chłopal               | Vack był też scenarzystą         |
| 2011 | God Don't Make The Laws             | Joey Larch            |                                  |
| 2012 | Commentary                          | Pierce Phoenix Reagan |                                  |
| 2012 | Pocałunek potępionych               | Adam                  |                                  |
| 2013 | CBGB                                | Legs McNeil           |                                  |
| 2013 | Send                                | Brak                  | Scenarzysta, reżyser i producent |
| 2013 | A Letter Home                       | Johnny                | Krótki film                      |
| 2013 | How to Make it to the Promised Land | Rafi                  | Krótki film                      |
| 2014 | Fort Tilden                         | Benji                 |                                  |
| 2014 | I Believe in Unicorns               | Sterling              |                                  |
| 2014 | Miasto odkupienia                   | Madsen                |                                  |
| 2015 | 6 Years                             | Will                  |                                  |
| 2015 | Surf Noir                           | Miki                  | Krótki film                      |
| 2015 | Praktykant                          | Robby                 |                                  |
| 2015 | Lace Crater                         | Michael               |                                  |
| 2015 | Ma                                  | Ksiądz                | W postprodukcji                  |
| 2015 | The Road                            | Nathan                | Krótki film, w postprodukcji     |
| 2015 | Slash                               | Mike Holloway         | Filmowany                        |

### Seriale
| Rok          | Tytuł serialu                      | Rola              | Uwagi                             |
| ------------ | ---------------------------------- | ----------------- | --------------------------------- |
| 2004         | As The World Turns                 | Casey Hughes      | Nieznane odcinki                  |
| 2004         | Hope i Faith                       | Rodney            | Odcinek pt. „Madam President”     |
| 2004         | Brygada ratunkowa                  | Partner Danny'ego | Odcinek pt. „Family Ties: Part 1” |
| 2005         | Prawo i porządek: Sekcja specjalna | Owen              | Odcinek pt. „Hooked”              |
| 2009         | Zaklinacz dusz                     | Paul Jett         | Odcinek pt. „Do Over”             |
| 2010         | Dowody zbrodni                     | Lee Mavoides '89  | Odcinek pt. „Almost Paradise”     |
| 2011-2012    | I Just Want My Pants Back          | Jason Strider     | Główna rola; 12 odcinków          |
| 2014         | The Michael J. Fox Show            | Andreas           | Odcinek pt. „Couples”             |
| 2014-obecnie | Mozart in the Jungle               | Alex Merriweather | Główna rola; 7 odcinków           |

### Gry komputerowe
| Rok  | Tytuł gry | Rola       | Uwagi        |
| ---- | --------- | ---------- | ------------ |
| 2006 | Bully     | Gary Smith | Rola głosowa |